# Malignant
Malignant is Amerikaanse horrorfilm uit 2021 onder regie van James Wan naar een scenario van Akela Cooper. De hoofdrollen worden vertolkt door Annabelle Wallis, Jake Abel, George Young, Jacqueline McKenzie en Mckenna Grace.

## Rolverdeling
| Acteur               | Personage           |
| -------------------- | ------------------- |
| Annabelle Wallis     | Madison Mitchell    |
| Jake Abel            | Derek Mitchell      |
| George Young         | Kekoa Shaw          |
| Jacqueline McKenzie  | dr. Florence Weaver |
| Mckenna Grace        | jonge Madison       |
| Maddie Hasson        | Sydney Lake         |
| Michole Briana White | Regina Moss         |

## Productie

### Ontwikkeling
In juli 2019 raakte bekend dat James Wan een film zou regisseren voor het filmstudio New Line Cinema naar een scenario van Akela Cooper en J.T. Petty. Het scenario is gebaseerd op een verhaal onder andere bedacht door Wan, Ingrid Bisu en Cooper.
Twee maanden later werden Annabelle Wallis, George Young en Jake Abel toegevoegd aan het project. Maddie Hasson, Michole Briana White en Jacqueline McKenzie werden in augustus 2019 gecast.
De filmopnames gingen op 24 september 2019 van start en eindigden op 8 december 2019.

## Release en ontvangst
De Amerikaanse release is gepland voor 10 september 2021 en zal in de Verenigde Staten aanvankelijk zowel in de bioscoop als op streamingdienst HBO Max uitgebracht worden. Oorspronkelijk zou de film in augustus 2020 uitgebracht worden, maar vanwege de coronapandemie werd de release uitgesteld. In Nederland is de film op 2 september 2021 uitgebracht.
Op Rotten Tomatoes heeft Malignant een waarde van 77% en een gemiddelde score van 6,40/10, gebaseerd op 100 recensies. Op Metacritic heeft de film een gemiddelde score van 50/100, gebaseerd op 22 recensies.